# Weissia breviseta
Weissia breviseta là một loài Rêu trong họ Pottiaceae. Loài này được (Thér.) P.C. Chen miêu tả khoa học đầu tiên năm 1941.